# A-Katamaran

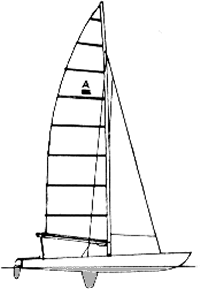
Rißzeichnung

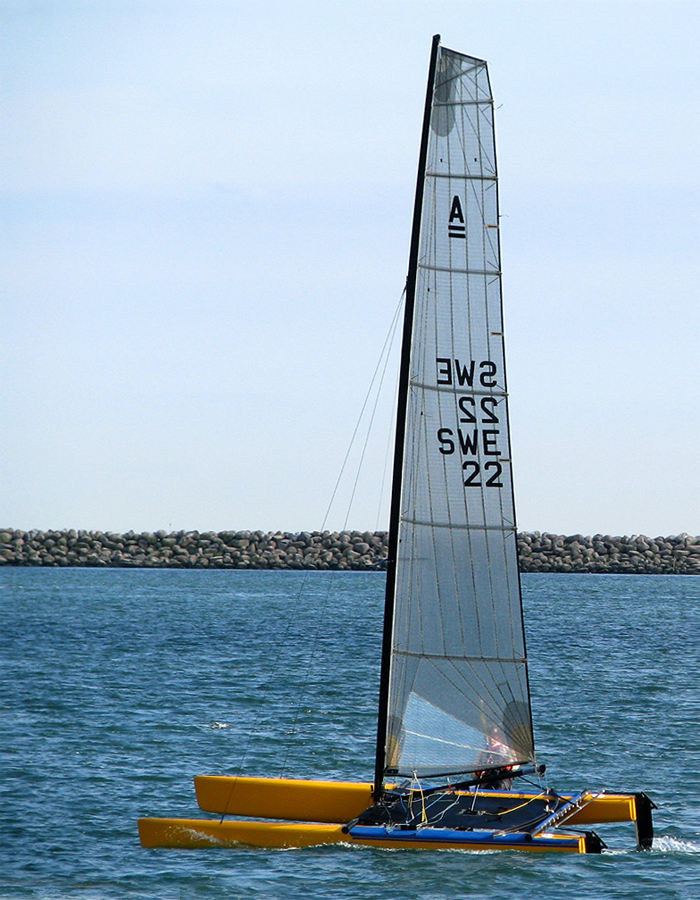
A-Cat Katamaran.

Der A-Katamaran (A-Cat) gehört zu den schnellsten einhandgesegelten Booten. Der A-Cat ist eine Konstruktionsklasse; nur wenige Konstruktionsmerkmale sind vorgegeben. 
Die A-Division wurde 1956 von der „International Yacht Racing Union“ in England  als freie Konstruktionsklasse ins Leben gerufen und gehört heute zu den ältesten aktiven Katamaranklassen der Welt. 
Heute ist er ein High-Tech-Boot aus modernsten Materialien wie mit Kohlenstoff- oder Aramidfasern („Kevlar“) verstärktem Kunststoff (CFK/AFK), das ständig weiterentwickelt wird.
Konstruktionsmerkmale:
- maximale Länge: 5,49 m (18 ft)
- maximale Breite: 2,30 m
- maximale Segelfläche: 13,94 m2 (150 sq.ft.)
- minimales Gewicht: 75 kg

Andere Entwicklungsaspekte wie Rumpfform, Mastlänge, -form und Segelschnitt sind nicht eingeschränkt. Die wenigen vorgegebenen Parameter haben Konstrukteure auf der ganzen Welt dazu motiviert, die Entwicklung voranzutreiben. Das hat auch dazu geführt, dass die A-Cats in den letzten Jahren stetig schneller wurden. Inzwischen ist die Entwicklung so weit vorangeschritten, dass diese Einhandkatamarane mit dem klassischen Tornado bei Windstärke bis 3 Beaufort mithalten können. Im Bereich der technischen Weiterentwicklung ist die A-Division ein Vorbild für andere Katamaranklassen. Im Laufe der Zeit wurden viele Details des A-Cats kopiert und sind nun in den anderen Klassen zu finden. Beispiele dafür sind der Mast aus kohlenstofffaserverstärktem Kunststoff, das ausgestellte Großsegel, die Wave-Piercer Rumpfform und generell der Gebrauch von hochwertigen Verbundwerkstoffen.
A-Cats werden heute auf der ganzen Welt gesegelt, speziell auch in beinahe allen europäischen Ländern. Die größten europäischen Flotten gibt es in Deutschland und Italien. Jährlich werden Welt- und Europameisterschaften gesegelt mit Startfeldern von 80 bis 100 Booten. Die gegenwärtig erfolgreichen Regattaboote sind Serienprodukte und werden von 90 % der Segler verwendet. 